# Pleopeltis grandidentata
Pleopeltis grandidentata là một loài thực vật có mạch trong họ Polypodiaceae. Loài này được (Ces.) Alderw. miêu tả khoa học đầu tiên năm 1917.